# Élections législatives de 1986 dans l'Aude
Les élections législatives françaises de 1986 ont lieu le 16 mars 1986. Dans le département de l'Aude, trois députés sont à élire dans le cadre d'un scrutin proportionnel par liste départementale à un seul tour.

## Élus
| Député élu           | Parti | Parti |
| -------------------- | ----- | ----- |
| Régis Barailla       |       | PS    |
| Jacques Cambolive    |       | PS    |
| Jean-Pierre Cassabel |       | RPR   |

À la suite du décès de Jean-Pierre Cassabel, Gérard Larrat le remplace, suivant de liste.

## Résultats

### Résultats à l'échelle du département
| Liste Parti politique | Liste Parti politique                                                                                            | Tête de liste        | Tour unique | Tour unique | Sièges |
| Liste Parti politique | Liste Parti politique                                                                                            | Tête de liste        | Voix        | %           | Sièges |
| --------------------- | --- | -------------------- | ----------- | ----------- | ------ |
|                       | Pour une majorité de progrès avec le président de la République Parti socialiste                                 | Régis Barailla       | 70 763      | 41,23       | 2      |
|                       | Union de l'opposition républicaine et libérale Rassemblement pour la République (UDF)                            | Jean-Pierre Cassabel | 57 267      | 33,37       | 1      |
|                       | Liste présentée par le Parti communiste français Parti communiste français                                       | Maurice Martin       | 23 209      | 13,52       | 0      |
|                       | Rassemblement national Front national                                                                            | Raoul Roussac        | 15 280      | 8,90        | 0      |
|                       | Liste des Verts Les Verts                                                                                        | Jacques Doucet       | 3 689       | 2,15        | 0      |
|                       | Liste du Parti ouvrier européen Extrême droite (Parti ouvrier européen)                                          | M. Olivier           | 798         | 0,46        | 0      |
|                       | Liste du Mouvement pour un parti des travailleurs Aude Extrême gauche (Mouvement pour un parti des travailleurs) | Jacques Vieules      | 629         | 0,37        | 0      |
|                       | |                      |             |             |        |
| Inscrits              | Inscrits | Inscrits             | 214 376     | 100,00      | 3      |
| Abstentions           | Abstentions | Abstentions          | 34 339      | 16,02       |        |
| Votants               | Votants | Votants              | 180 037     | 83,98       |        |
| Blancs et nuls        | Blancs et nuls                                                                                                   | Blancs et nuls       | 8 402       | 4,67        |        |
| Exprimés              | Exprimés | Exprimés             | 171 635     | 95,33       |        |

### Listes complètes en présence
| Liste Étiquette politique (partis et alliances) | Liste Étiquette politique (partis et alliances)                                                                      | Candidats (et remplaçants éventuels) |
| ----------------------------------------------- | --- | --- |
|                                                 | Pour une majorité de progrès avec le président de la République Parti socialiste                                     | 1. Régis Barailla 2. Jacques Cambolive 3. Joseph Vidal————————————4. Louis Soucaille 5. Jany Bonnery                                          |
|                                                 | Union de l'opposition républicaine et libérale Rassemblement pour la République - Union pour la démocratie française | 1. Jean-Pierre Cassabel (RPR) 2. Gérard Larrat (UDF-PR) 3. Roger Fabry (RPR)————————————4. Nicole Bertrou (UDF-CDS) 5. Jean-Louis Alaux (RPR) |
|                                                 | Liste présentée par le Parti communiste français Parti communiste français                                           | 1. Maurice Martin 2. Jean-Pierre Maisterra 3. Marie-Jeanne Rivera————————————4. Serge Lépine 5. Gilbert Combes                                |
|                                                 | Rassemblement national Front national                                                                                | 1. Raoul Roussac 2. Micheline Gianesini 3. Armel Chembal ————————————4. Aline Philippe 5. Jean-Pierre Cordier                                 |
|                                                 | Liste des Verts Les Verts                                                                                            | 1. Jacques Doucet 2. Gisèle Girod-Dimary 3. Charles Feurich————————————4. Maryse Arditi 5. Bernard Mengin                                     |
|                                                 | Liste du Parti ouvrier européen Parti ouvrier européen                                                               | 1. Bruno Olivier 2. Candine Riche - 3. Yvette Renou -————————————4. Jacques Bougon - 5. N'Guyen Van Trong                                     |
|                                                 | Liste du Mouvement pour un parti des travailleurs Aude Mouvement pour un parti des travailleurs                      | 1. Jacques Vieules 2. Bernard Colin 3. Roger Lamarain————————————4. Laurence Duverger 5. Philippe Bardon                                      |